# Torsten Lang
Torsten Lang (* 1973) ist ein deutscher politischer Beamter (SPD). Seit 2022 ist er Staatssekretär im saarländischen Ministerium für Inneres, Bauen und Sport.

## Leben
Lang besuchte die Grundschule im St. Wendeler Stadtteil Niederkirchen und legte sein Abitur am Cusanus-Gymnasium in St. Wendel ab. Anschließend leistete er Zivildienst bei der Arbeiterwohlfahrt in St. Wendel. Er studierte in den Jahren 1994 bis 1999 Rechtswissenschaft an der Universität des Saarlandes. Sein Rechtsreferendariat absolvierte er von 1999 bis 2001 am Saarländischen Oberlandesgericht ab. Das erste und das zweite juristische Staatsexamen legte er jeweils mit Prädikat ab. In den Jahren 1999 bis 2002 absolvierte er ein Studium der Europäischen Integration am Europa-Institut Saarbrücken, einem Institut der rechtswissenschaftlichen Fakultät der Universität des Saarlandes. Anschließend war er von 2002 bis 2009 als Rechtsanwalt bei einer Anwaltskanzlei tätig. Von 2009 bis 2010 war er kurzzeitig als Rechtsanwalt selbstständig. In den Jahren 2010 bis 2019 war er bei der Landeshauptstadt Saarbrücken tätig: Von 2010 bis 2012 war er Justitiar, von 2012 bis 2013 stellvertretender Leiter des Beteiligungsmanagements und von 2013 bis 2019 Kämmerer der Landeshauptstadt. In den Jahren 2015 bis 2019 war er zudem Geschäftsführer bei der IKS kommunal GmbH in Saarbrücken. Von 2019 bis 2022 war er schließlich im saarländischen Ministerium für Wirtschaft, Arbeit, Energie und Verkehr tätig. Bis 2020 war er Leiter des Referats „Justiziariat und Vergaberecht“ und anschließend bis 2022 Leiter der Zentralabteilung.

## Politik
Lang gehört seit dem Jahr 1999 dem Kreistag des Landkreises St. Wendel an. Dort war er von Vorsitzender der SPD-Fraktion und ist seit 2004 deren stellvertretender Vorsitzender. Seit dem Jahr 2004 gehört er zudem dem Stadtrat von St. Wendel an und ist seither auch der Vorsitzende der dortigen SPD-Fraktion. Er kandidierte bei der Bürgermeisterwahl in St. Wendel am 15. März 2015, unterlag jedoch Peter Klär (CDU). Zudem war er ab 2007 einige Jahre lang beratendes Mitglied im Landesvorstand der SPD Saarland.
Am 26. April 2022 berief die Ministerpräsidentin des Saarlandes, Anke Rehlinger, Lang zum Staatssekretär im saarländischen Ministerium für Inneres, Bauen und Sport.